# 包含指令
包含指令（include）是许多编程语言中的一个指令，它的作用是使其他文件的内容插入到正在編程的文件中。包含指令可以促进代码的封装和複用。有些編程語言中並沒有include，而是用copy或import來替代。